# Ajuntament de Menàrguens
L'Ajuntament de Menàrguens és una obra de Menàrguens (Noguera) inclosa a l'Inventari del Patrimoni Arquitectònic de Catalunya.

## Descripció
Edifici de tipus civil. Casa de la Vila. Edifici realitzat quasi tot amb pedra i fusta, construït durant el segle xv. De la construcció originària resta la part baixa amb els porxos de pedra sobre arcs de mig punt. Al primer pis hi ha uns curiosos balcons de barana de fusta treballada. L'interior està molt reformat.

## Història
Fou realitzat mitjançant l'ajut dels veïns de Menarguens. Les reformes de condicionament també s'han fet amb l'ajuda del poble.